# Daichi Suzuki
Daichi Suzuki, född 10 mars 1967 i Narashino i Chiba prefektur, är en japansk före detta simmare.
Suzuki blev olympisk guldmedaljör på 100 meter ryggsim vid sommarspelen 1988 i Seoul.